# Skurken med superstyrkan
Skurken med superstyrkan är en bok för 8-12-åringar av Kalle Lind och Måns Nilsson som handlar om trion Klas, Lage och Renée Duvflöjtens härskare. Med många referenser till superhjälteserier, Tintin och barnkultur som Professor Balthazar, Loranga, Masarin och Dartanjang och Fem myror är fler än fyra elefanter berättar Kalle Lind och Måns Nilsson en tempofylld historia om galna konstnärinnor, styrkepiller och konststölder.